# Копчение

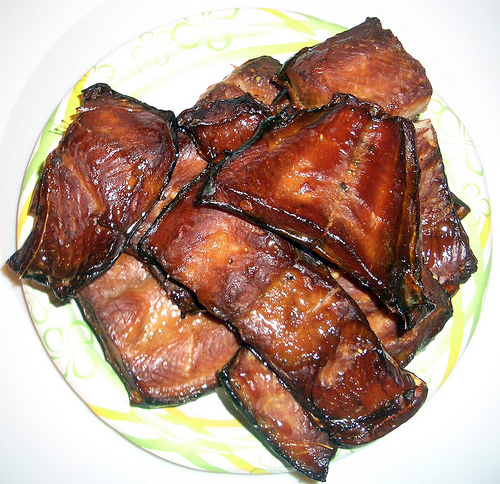
Кета горячего копчения

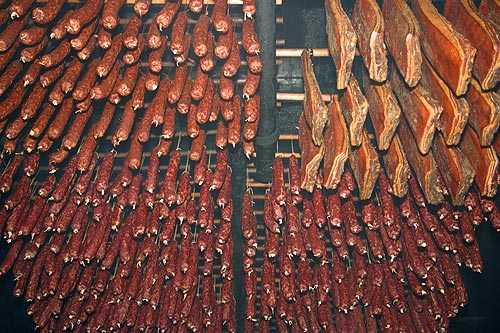
Мясо, подвешенное в коптильне в Швейцарии

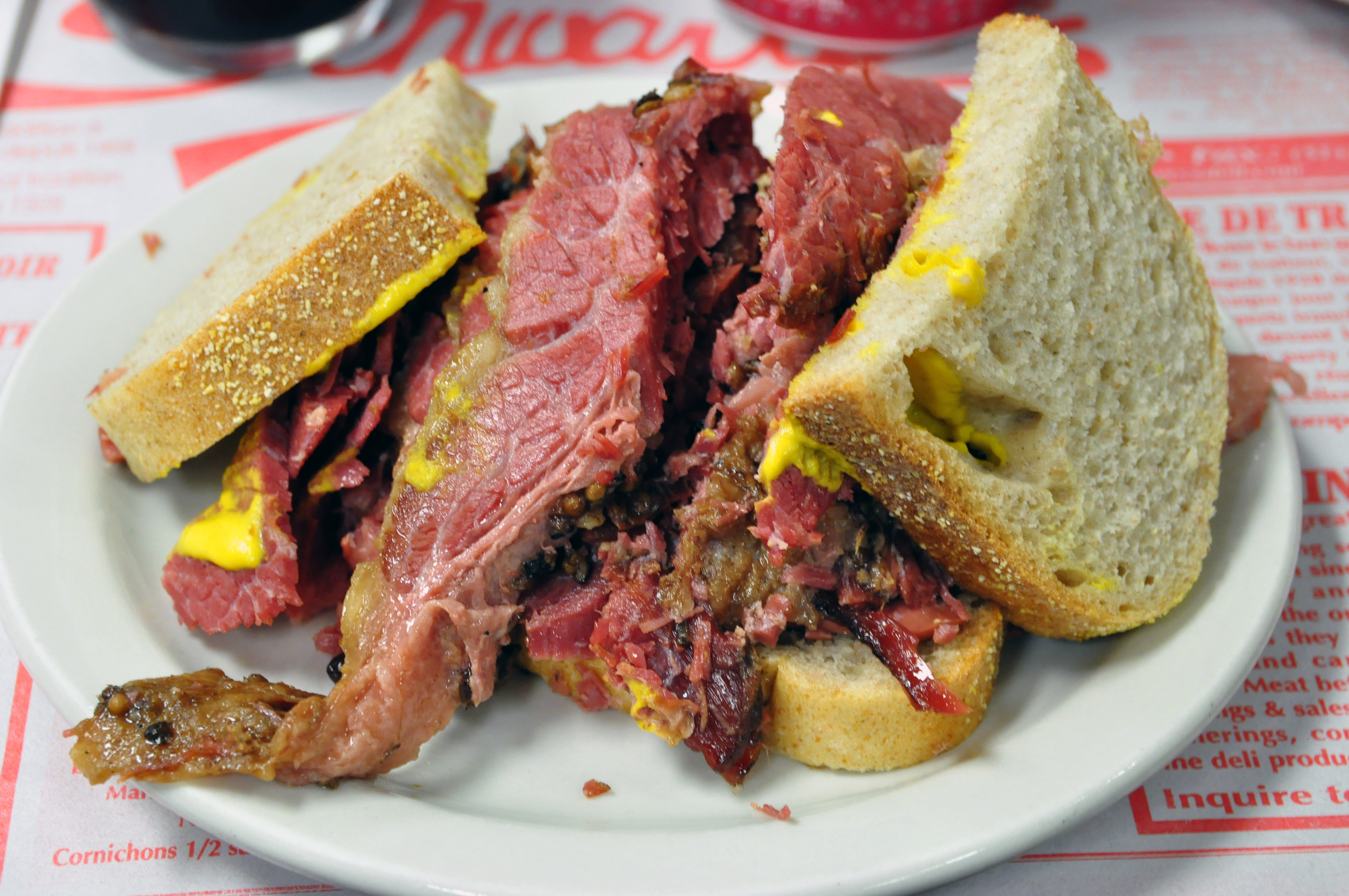
Монреальский сэндвич с копчёным мясом, известное канадское блюдо

Копче́ние — процесс тепловой обработки еды при помощи ароматизации, подрумянивания, приготовления или консервирования путём воздействия на неё дыма от горящего или тлеющего материала, чаще всего дерева. Мясо, рыбу и чай лапсанг сушонг часто коптят.
В Европе традиционной древесиной для копчения является ольха, но сейчас чаще используется дуб и в меньшей степени бук. В Северной Америке для копчения обычно используются деревья гикори, мескитового дерева, дуба, ореха пекан, ольхи, клёна и фруктовых деревьев, таких как яблоня, вишня и слива. Можно использовать и другую биомассу помимо древесины, иногда с добавлением ароматизирующих ингредиентов. В китайском чаепитии используется смесь сырого риса, сахара и чая, нагретая на дне вока.
Некоторые североамериканские производители ветчины и бекона коптят свою продукцию над горящими кукурузными початками. Торф сжигают для сушки и копчения ячменного солода, используемого для производства шотландского виски и некоторых сортов пива. В Новой Зеландии опилки местной мануки (чайного дерева) обычно используются для горячего копчения рыбы. В Исландии высушенный овечий навоз используется для холодного копчения рыбы, баранины и мяса кита.
Исторически сложилось так, что фермы в западном мире включали небольшое здание, называемое «коптильней», где мясо можно было коптить и хранить. Как правило, он был хорошо отделён от других зданий как из-за пожарной опасности, так и из-за дыма; копчение пищи может привести к появлению полициклических ароматических углеводородов, которые могут привести к повышенному риску некоторых видов рака; однако эта связь всё ещё обсуждается.
Копчение можно производить четырьмя способами: холодным копчением, тёплым копчением, горячим копчением и с использованием «жидкого дыма». Однако эти методы распространения дыма воздействуют только на поверхность продуктов и не могут сохранить продукты, поэтому копчение сочетается с другими микробиологическими препятствиями, такими как охлаждение и упаковка, для продления срока годности продуктов.

## История
Копчение пищи, вероятно, восходит к эпохе палеолита. Поскольку в простых жилищах не было дымоходов, эти сооружения, вероятно, стали бы очень дымными. Предполагается, что первобытные люди вешали мясо для просушки и подальше от вредителей, таким образом случайно узнав, что мясо, которое хранилось в задымлённых местах, приобретало другой вкус и сохранялось лучше, чем просто высушенное мясо. Позже этот процесс был объединён с предварительной обработкой пищи в соли или солевом рассоле, что привело к удивительно эффективному процессу консервирования, который был адаптирован и разработан многими культурами по всему миру. До современной эпохи копчение носило более «тяжёлый» характер, поскольку главной целью было сохранение пищи. В процессе отверждения использовалось большое количество соли, а время копчения было довольно долгим, иногда в течение нескольких дней.
Появление современного транспорта облегчило транспортировку продуктов питания на большие расстояния, а потребность в интенсивной засолке и копчении, требующей много времени и материалов, уменьшилась. Копчение стало скорее способом придать вкус, чем сохранить пищу. В 1939 году на исследовательской станции Торри в Шотландии было изобретено устройство под названием «печь Торри». Печь позволяла производить равномерное массовое копчение и считается прототипом всех современных крупномасштабных коммерческих коптилен. Хотя совершенствование техники и технологический прогресс значительно облегчили копчение, основные этапы, связанные с ним, сегодня остаются в основном такими же, как и сотни, если не тысячи лет назад.

## Типы по способу применения

### Холодное копчение
Холодное копчение отличается от горячего копчения тем, что температура дыма в коптильне равна температуре окружающего воздуха и обычно составляет от 20 до 30 °C. В этом диапазоне температур продукты приобретают копчёный вкус и характерный золотистый цвет. При холодном копчении продукты не готовятся, а лишь ароматизируются и приобретают золотисто-коричневый цвет. Поэтому перед процессом копчения мясо должно быть засолено и подвялено. Холодным копчением можно коптить практически всё что угодно. Коптят фрукты, овощи, специи (к примеру копчёная паприка), все виды мяса, сала, рыбы, субпродукты, морепродукты и т. п.
По данным Национального центра США по домашнему хранению продуктов питания, мясо холодного копчения не следует пробовать в домашних условиях: «Большинство учёных-диетологов не могут рекомендовать методы холодного копчения из-за неотъемлемых рисков».
Мясо холодного копчения следует пробовать только персоналу, сертифицированному в соответствии с ХАССП […], чтобы убедиться, что оно безопасно приготовлено.

### Тёплое копчение
Тёплое копчение подвергает продукты воздействию температуры 25—40 °C.

### Горячее копчение
Горячее копчение подвергает продукты воздействию дыма и тепла в контролируемой среде, такой как коптильная печь или коптильня. Горячее копчение требует использования коптильни, которая генерирует тепло либо от древесного угля, нагреваемого элемента внутри коптильни, либо от плиты или духовки; пища подвергается горячему копчению путём варки и одновременно ароматизируется древесным дымом. Как и при холодном копчении, изделие можно сначала повесить, чтобы образовалась плёнка; затем его коптят от часа до 24 часов. Хотя продукты, подвергнутые горячему копчению, часто разогревают или подвергают дополнительной тепловой обработке, их, как правило, безопасно есть без дополнительной обработки. Ветчины и рульки полностью готовятся после правильного копчения, и их можно есть без какой-либо дополнительной подготовки. Горячее копчение обычно происходит при температуре от 52 до 80 °C. Когда пища коптится в этом диапазоне температур, продукты полностью готовятся, становятся влажными и ароматными. Если коптильне дать нагреться выше 85 °C, продукты могут чрезмерно высохнуть. Копчение при высоких температурах также снижает выход продукта, так как и влага, и жир улетучиваются.

### Коптильная жидкость
Коптильная жидкость — продукт, полученный различными способами: например, дистилляцией из концентрата коптильного дыма и др. Коптильную жидкость или вводят в продукт в процессе его изготовления (колбасные изделия), или наносят на пищевые продукты путем распыления или погружения в неё на определённое время (рыба).

### Обжарка в дыму
Обжарка в дыму относится к любому процессу, который обладает свойствами как обжарки, так и копчения. Этот метод копчения иногда называют приготовлением на гриле или обжариванием в яме. Это можно сделать в коптильне, закрытой дровяной печи или яме для барбекю, в любой коптильне, температура которой может достигать 121 °C, или в обычной духовке, поместив кастрюлю, наполненную древесной стружкой, на пол духовки, чтобы стружка могла тлеть и образовывать дымовую баню. В Северной Америке этот метод копчения обычно называют «приготовлением на гриле», «запекание в яме» или «обжаркой в яме».

## Типы по биомассе

### Древесный дым

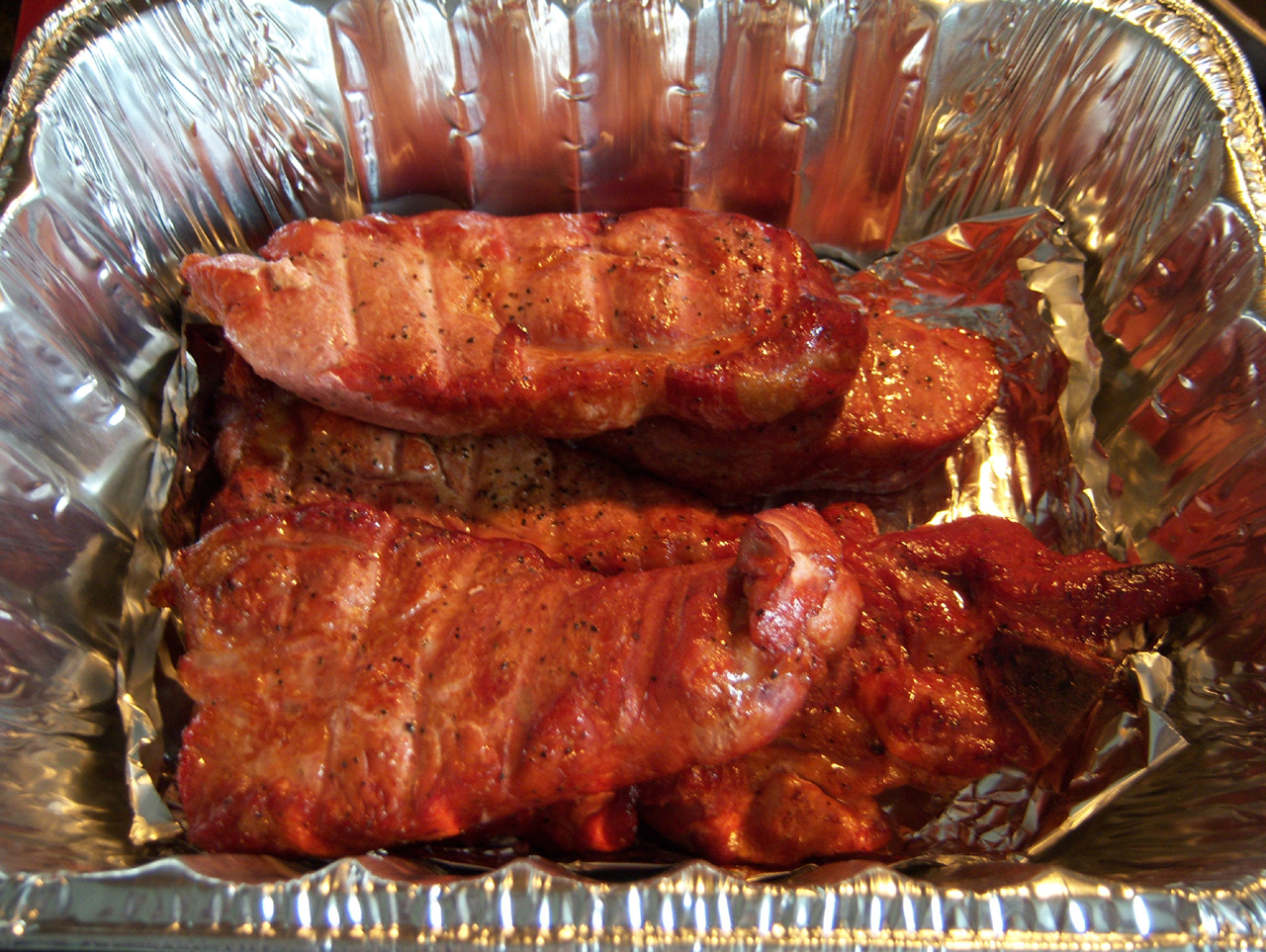
Ребрышки по-деревенски, копчёные на гикори.

Лиственные породы состоят в основном из трех материалов: целлюлозы, гемицеллюлозы и лигнина. Целлюлоза и гемицеллюлоза являются основным структурным материалом клеток древесины; лигнин действует как своего рода клеточный клей. Некоторые хвойные породы, особенно сосны и пихты, содержат значительное количество смолы, которая при сжигании образует сажу с резким вкусом; эти деревья не часто используются для копчения.
Целлюлоза и гемицеллюлоза представляют собой агрегаты молекул сахара; при сгорании они эффективно карамелизуются с образованием карбонилов, которые обеспечивают большую часть красящих компонентов и сладких, цветочных и фруктовых ароматов. Лигнин, представляющий собой очень сложную структуру взаимосвязанных фенольных молекул, при сгорании также производит ряд характерных ароматических элементов, в том числе дымные, пряные и острые соединения, такие как гваякол, фенол и сирингол, а также более сладкие ароматы, такие как ванилин с запахом ванили и гвоздичного изоэвгенола. Гваякол является фенольным соединением, наиболее ответственным за «дымный» вкус, в то время как сирингол является основным источником дымного аромата. Древесина также содержит небольшое количество белков, которые придают аромат жареного. Многие соединения запаха в древесном дыму, особенно фенольные соединения, нестабильны и рассеиваются через несколько недель или месяцев.
Ряд соединений древесного дыма действуют как консерванты. Фенол и другие фенольные соединения в древесном дыму являются как антиоксидантами, замедляющими прогоркание животных жиров, так и антимикробными средствами, замедляющими рост бактерий. Другие антимикробные вещества в древесном дыму включают формальдегид, уксусную кислоту и другие органические кислоты, которые придают древесному дыму низкий pH — около 2,5. Некоторые из этих соединений также токсичны для людей и могут оказывать воздействие на здоровье в количествах, используемых при приготовлении пищи.
Поскольку разные породы деревьев имеют разное соотношение компонентов, различные виды древесины действительно придают пище разный вкус. Ещё одним важным фактором является температура, при которой горит древесина. Высокотемпературный огонь приводит к дальнейшему расщеплению молекул аромата на неприятные или безвкусные соединения. Оптимальными условиями для ароматизации дыма являются низкие температуры тления от 300 до 400 °C. Это температура самой горящей древесины, а не среды для копчения, в которой используются гораздо более низкие температуры. Древесина с высоким содержанием лигнина, как правило, горит жарко; для поддержания её тления требуется ограниченное поступление кислорода или высокое содержание влаги. При копчении с использованием древесной щепы или кусков температура горения часто повышается путем замачивания кусков в воде перед тем, как поместить их в огонь.

## Типы коптилен

### Смещённая

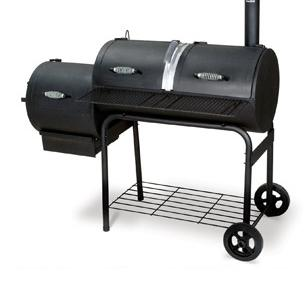
Пример обычной смещённой коптильни

Основные характеристики смещённой коптильни заключаются в том, что камера для приготовления пищи обычно имеет цилиндрическую форму с более коротким цилиндром меньшего диаметра, прикрепленным к нижней части одного конца для топки. Для приготовления мяса в топке разжигают небольшой огонь, где строго контролируется поток воздуха. Тепло и дым от огня всасываются через соединительную трубу или отверстие в варочную камеру.
Тепло и дым готовят и ароматизируют мясо, прежде чем выйти через вытяжное отверстие на противоположном конце варочной камеры. Модели большинства производителей основаны на этой простой, но эффективной конструкции, и это то, что большинство людей представляют себе, когда думают о «коптильне для барбекю». Даже коммерческие устройства большой мощности используют ту же базовую конструкцию с отдельной топкой меньшего размера и большей камерой для приготовления пищи.

### Вертикальный барабан

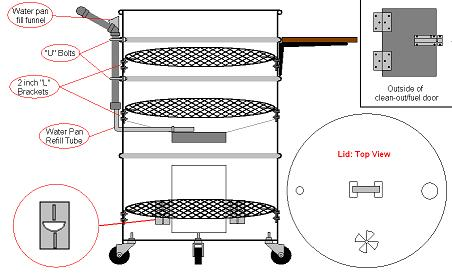
Схема типичной вертикальной барабанной коптильни

Вертикальная барабанная коптильня (также называемая уродливой барабанной коптильней или UDS) — это именно то, что следует из его названия; вертикальная стальная бочка, которая была модифицирована с целью псевдопрямого горячего копчения. Есть много способов добиться этого, но основы включают использование полной стальной бочки, корзины для хранения древесного угля внизу и кухонной решётки (или стоек) вверху; все это покрыто вентилируемой крышкой. Они были построены с использованием стальных бочек различных размеров, таких как, например, 30 галлонов (110 л), 55 галлонов (210 л) и 85 галлонов (320 л), но наиболее популярным размером является обычная 55-галлонная бочка.
Эта конструкция похожа на копчение с непрямым нагревом из-за расстояния от углей и стоек, которое обычно составляет 61 см. Температуры, используемые для копчения, регулируются путем ограничения количества всасываемого воздуха в нижней части бочки и обеспечения такого же количества выхлопных газов через вентиляционные отверстия в крышке. UDS очень эффективны с точки зрения расхода топлива и гибки в своих возможностях для создания надлежащих условий копчения с использованием или без использования поддона для воды или поддона для капель.

### Вертикальная водная
Вертикальная водяная коптильня (также называемая пулевой коптильней из-за её формы) представляет собой разновидность вертикальной барабанной коптильни. Он использует древесный уголь или древесину для получения дыма и тепла, а между огнём и решёткой для приготовления пищи находится чаша с водой. Чаша для воды служит для поддержания оптимальной температуры копчения, а также повышает влажность коптильной камеры. Это также создаёт эффект, при котором водяной пар и дым конденсируются вместе, что придаёт копчёным продуктам аромат. Кроме того, чаша улавливает любые капли с мяса, которые могут вызвать возгорание. Вертикальные водяные коптильни чрезвычайно стабильны по температуре и требуют минимальной регулировки после достижения желаемой температуры. Из-за их относительно низкой стоимости и стабильной температуры их иногда используют на соревнованиях по барбекю, где пропановые и электрические коптильни запрещены.

### Пропан

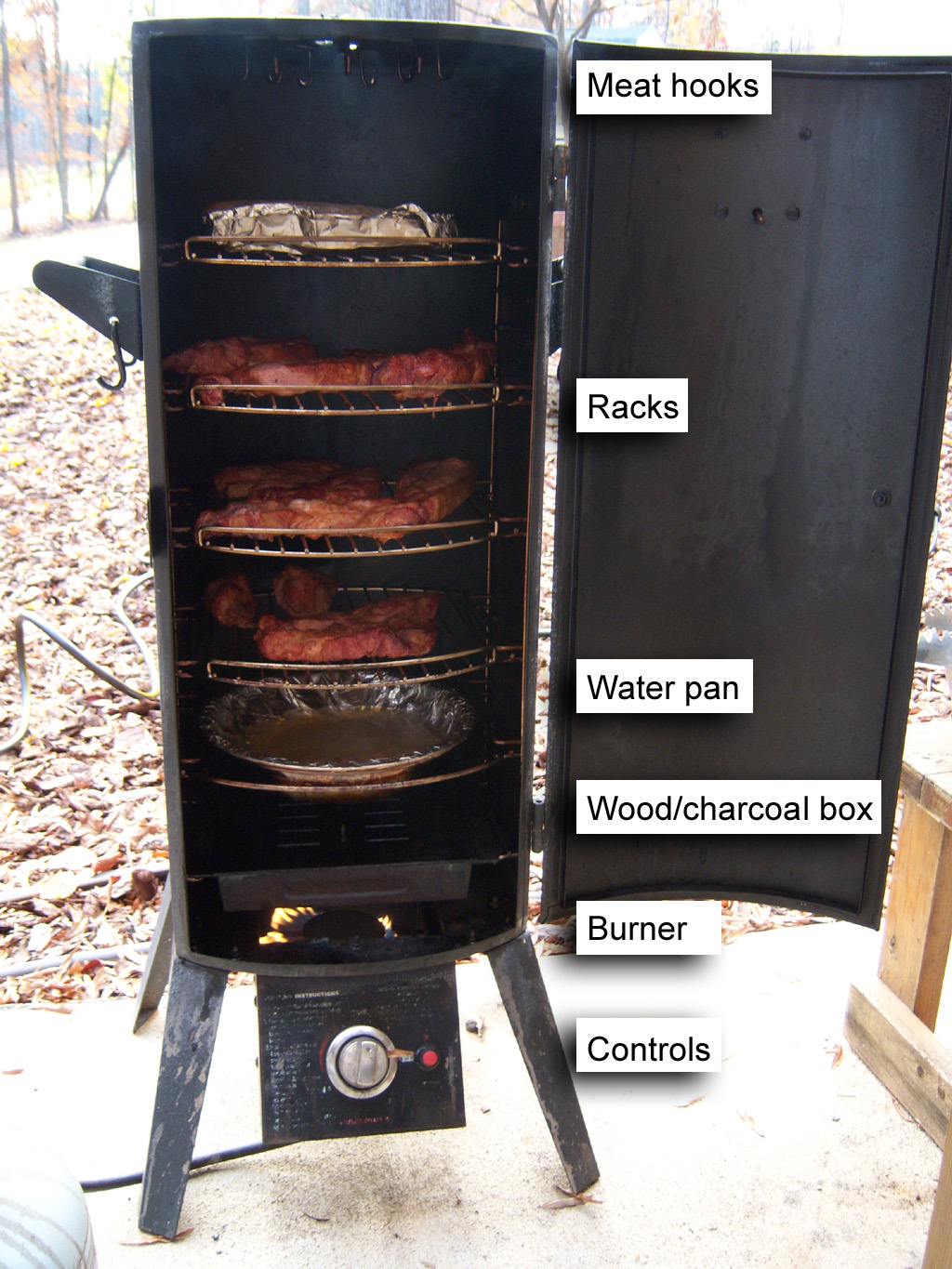
Схема пропановой коптильни с ребрышками по-деревенски и свиной корейкой в фольге.

Пропановая коптильня предназначена для копчения мяса в несколько более контролируемой температуре окружающей среды. Основные различия заключаются в источниках тепла и дыма. В пропановой коптильне тепло вырабатывается газовой горелкой непосредственно под стальным или железным ящиком, содержащим древесину или уголь, который обеспечивает дым. В стальной коробке есть несколько вентиляционных отверстий, расположенных в верхней части коробки. Лишая нагретую древесину кислорода, она дымит вместо того, чтобы гореть. Можно использовать любую комбинацию древесины и древесного угля. Этот метод использует гораздо меньше древесины, но требует пропанового топлива.

### Дымовая камера
В этом более традиционном методе используется система из двух камер: топочной и камере для продуктов. Топочная камера обычно находится рядом с варочной панелью или под ней, и ею можно управлять в более тонкой степени. Тепло и дым из топки попадают в камеру для продуктов, где они используются для приготовления и копчения мяса. Они могут быть такими же простыми, как электрический нагревательный элемент с помещённым на него поддоном с древесной стружкой, хотя более продвинутые модели имеют более точный контроль температуры.

### Электрическая коптильня
Наиболее удобными из различных типов коптильных аппаратов являются изолированные электрические коптильни. Эти устройства содержат нагревательный элемент, который может поддерживать температуру в диапазоне от температуры, необходимой для холодного дыма, до 135 °C практически без вмешательства пользователя. Хотя для получения дыма используются древесные куски, гранулы и даже в некоторых случаях автоматически подаваемые древесные шайбы, количество получаемого аромата меньше, чем у традиционных коптилен на дровах или древесном угле.

### Траншея

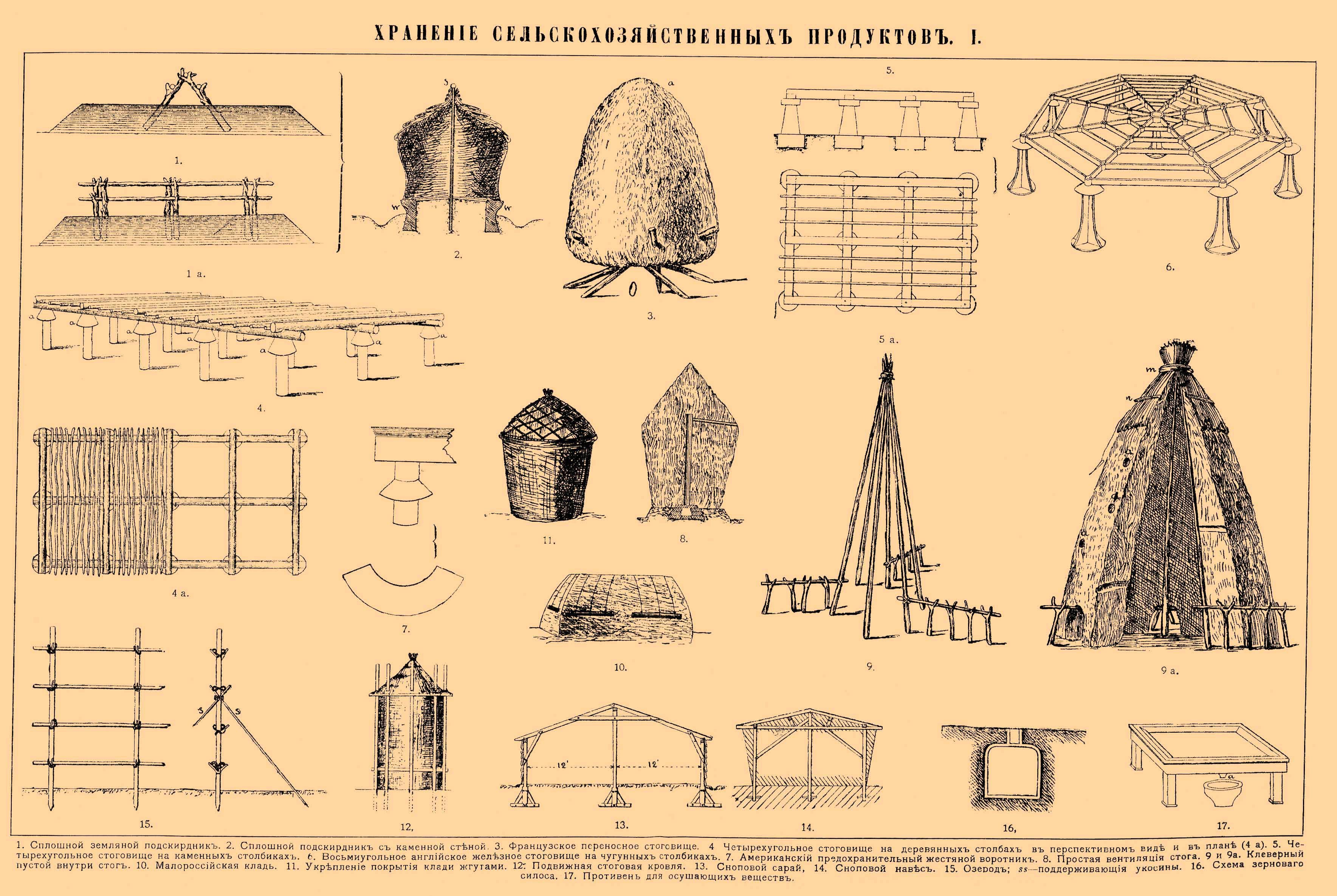
Различные формы примитивных коптильных стоек

В этом методе топка представляет собой узкую траншею, выкопанной на склоне, направленную против господствующего ветра. Средняя часть траншеи засыпана, чтобы образовался туннель. В верхнем конце траншеи находится вертикальный каркас, обтянутый для образования дымохода, внутри которого размещена стойка с продуктами питания. В нижнем подветренном конце траншеи зажигается небольшой дымный костер, который поддерживается днем и ночью до тех пор, пока продукты питания не затвердеют.

### Коммерческая коптильня
Коммерческие коптильни, в основном изготовленные из нержавеющей стали, имеют независимые системы для образования дыма и приготовления пищи. Дымогенераторы используют трение, электрическую катушку или небольшое пламя для воспламенения опилок. Тепло от паровых змеевиков или газового пламени уравновешивается струями пара или воды для контроля температуры и влажности. Продуманные системы обработки воздуха уменьшают количество горячих или холодных точек, чтобы уменьшить вариации в готовом продукте. Стеллажи на колёсах или рельсах используются для удержания продукта и облегчения его перемещения.

### Пеллетные коптильни
Пеллетные коптильни — это коптильня с регулируемой температурой, которая сжигает древесные гранулы, изготовленные из высушенных опилок, длиной около дюйма и шириной 1/4 дюйма. Древесные гранулы хранятся в самотёчном бункере, откуда подаётся в шнек, управляемый двигателем с помощью регулятора температуры. Этот шнек проталкивает пеллеты в котёл. Запальный стержень внутри шнека воспламеняет гранулы, а вентилятор поддерживает их тление. Двигатель и вентилятор для сжигания регулируют температуру коптильни, подавая в неё больше гранул и увеличивая поток воздуха в шнеке. Над шнеком расположен тепловой экран для рассеивания прямого тепла до того, как оно попадёт в тепловую камеру, чтобы древесный дым поддерживал равномерную температуру в тепловой камере повсюду. Тепловой датчик внутри тепловой камеры передаёт текущую температуру внутри камеры обратно на регулятор, который управляет скоростью вентилятора и двигателем бункера для гранул, которые либо увеличивают, либо уменьшают количество гранул в шнеке, либо количество воздуха, доступного для огня, для поддержания желаемой температуры для повара.
Популярность этого типа коптильни растёт после того, как многие мастера барбекю начали использовать их для барбекю на соревнованиях.

## Сохранение

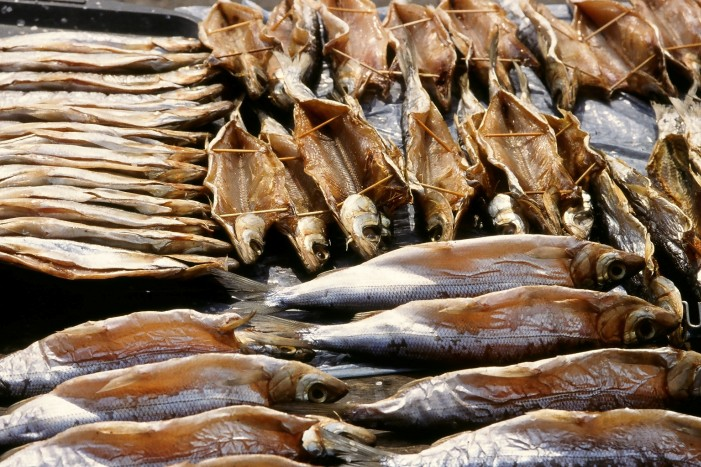
Копчёный омуль, эндемик озера Байкал в России, продаётся на рынке Листвянка

Дым является одновременно противомикробным и антиоксидантным средством, однако одного его недостаточно для сохранения продуктов питания, поскольку дым не проникает глубоко в мясо или рыбу; поэтому его обычно сочетают с солевой обработкой или сушкой.
Копчение особенно полезно для жирной рыбы, так как её антиоксидантные свойства препятствуют прогорканию поверхностного жира и задерживают воздействие разлагающего кислорода на внутренние жиры. Некоторая сильно солёная рыба длительного копчения может храниться без холодильника неделями или месяцами.
Искусственный ароматизатор дыма (например, жидкий дым) можно приобрести для имитации вкуса копчения, но не его консервирующих качеств.

## Соревновательное копчение
Соревнования по копчению барбекю становятся всё более популярными среди любителей копчения, особенно в южных штатах Америки, где любители барбекю собираются вместе на выходных, чтобы приготовить различные куски мяса, такие как целая свинья или говяжья грудинка, чтобы стать лучшими в приготовлении барбекю.

## Проблемы со здоровьем
В процессе копчения в продукт могут попадать канцерогенные полициклические ароматические углеводороды (ПАУ), например, 3,4-бензпирен, образующиеся при сжигании топлива. Регламентом ЕС 1881/2006 максимальный допустимый уровень ПАУ в пищевых продуктах установлен в 5 мкг ПАУ на кг сырой массы копчёного мяса, рыбы и морепродуктов. Употребление копченого мяса и рыбы (наряду с готовкой на древесном угле) является причиной повышенного поступления ПАУ в организм. В то же время обычно копчёные продукты, содержащие высокие уровни ПАУ употребляются сравнительно редко, и за счет этого дают меньший вклад в общее поступление ПАУ в организм.
Регулярное употребление копчёного мяса и рыбы может увеличить риск некоторых видов рака и сердечно-сосудистых заболеваний.

## Список копчёных продуктов и напитков

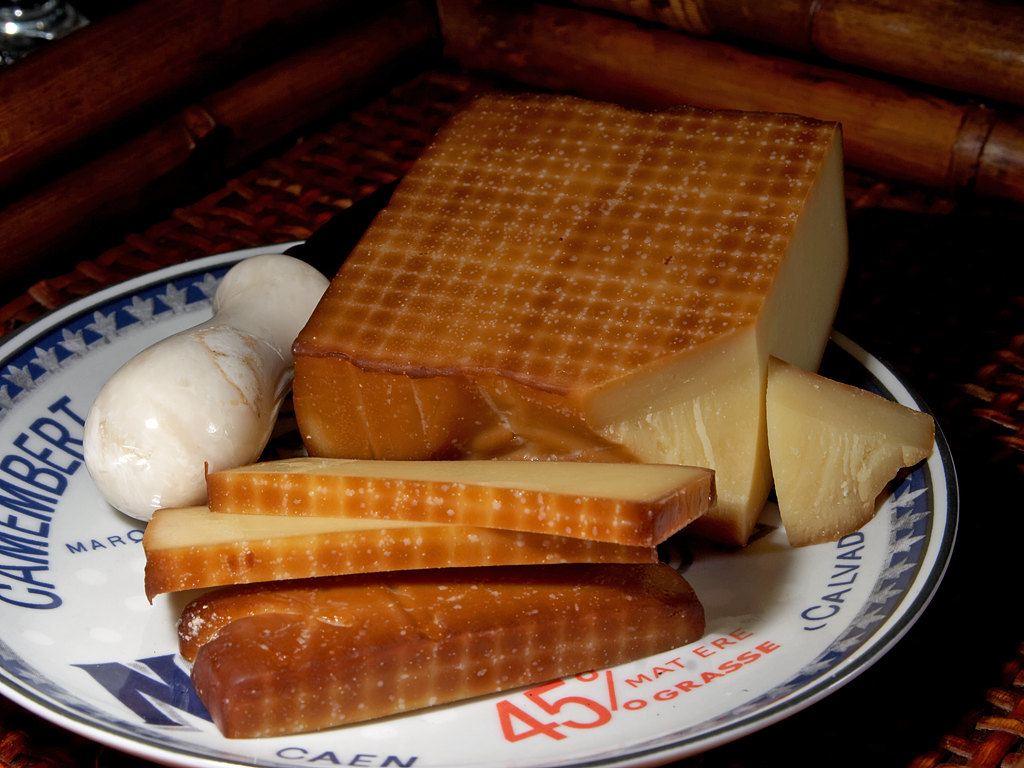
Копченый сыр грюйер

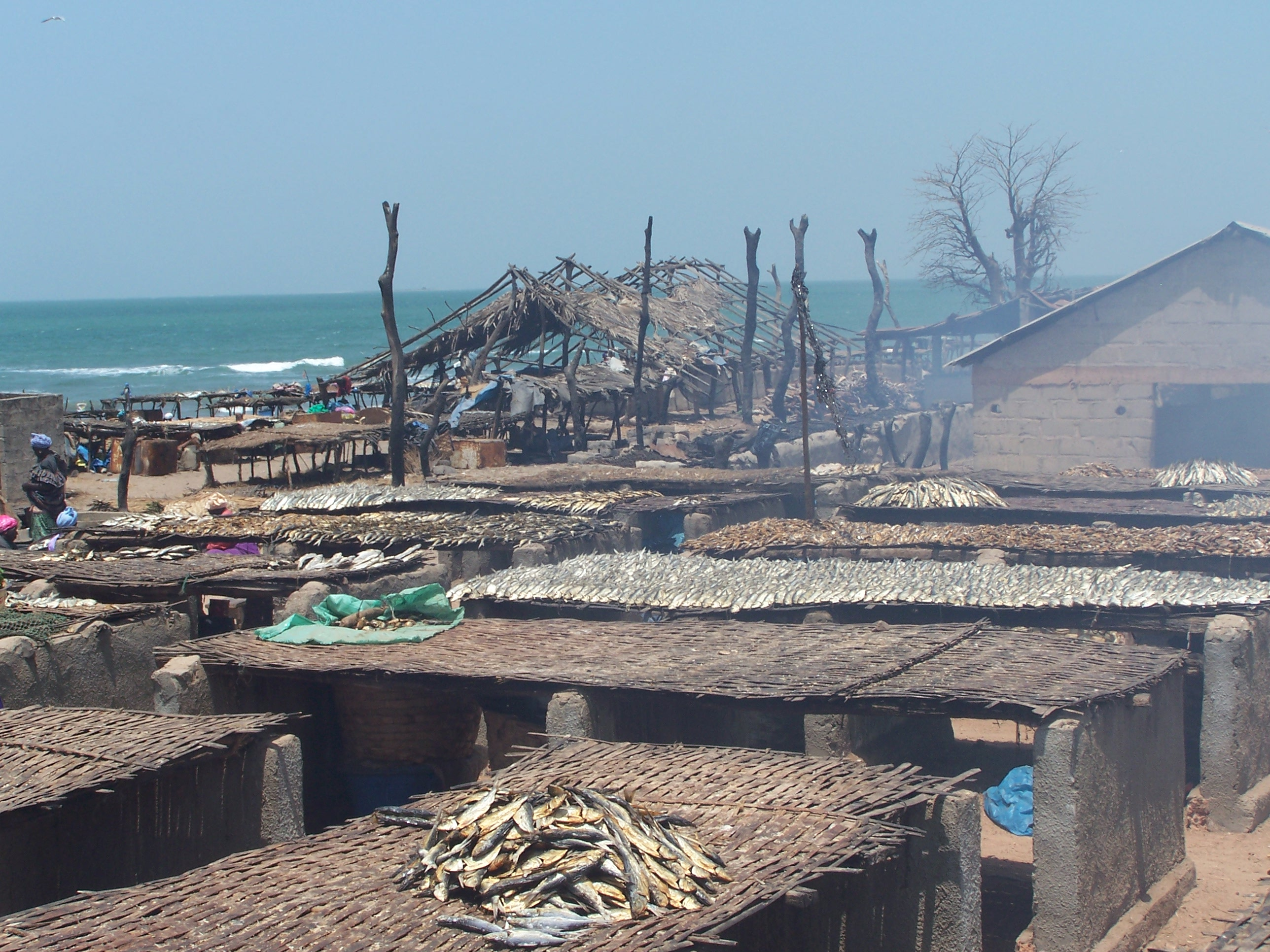
Копчение рыбы в Танжи, Гамбия

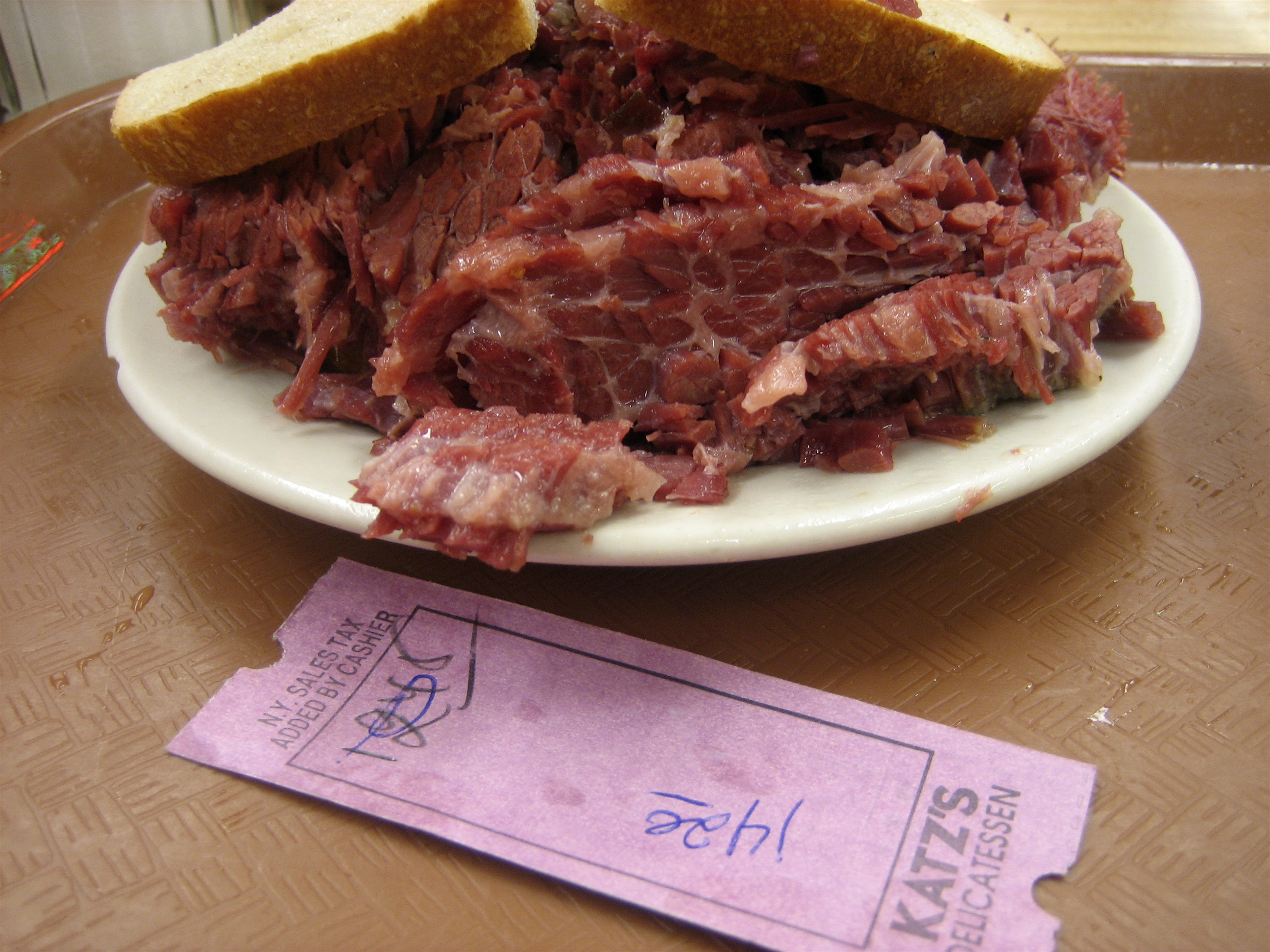
Пастрома, копченый и вяленый продукт из говядины

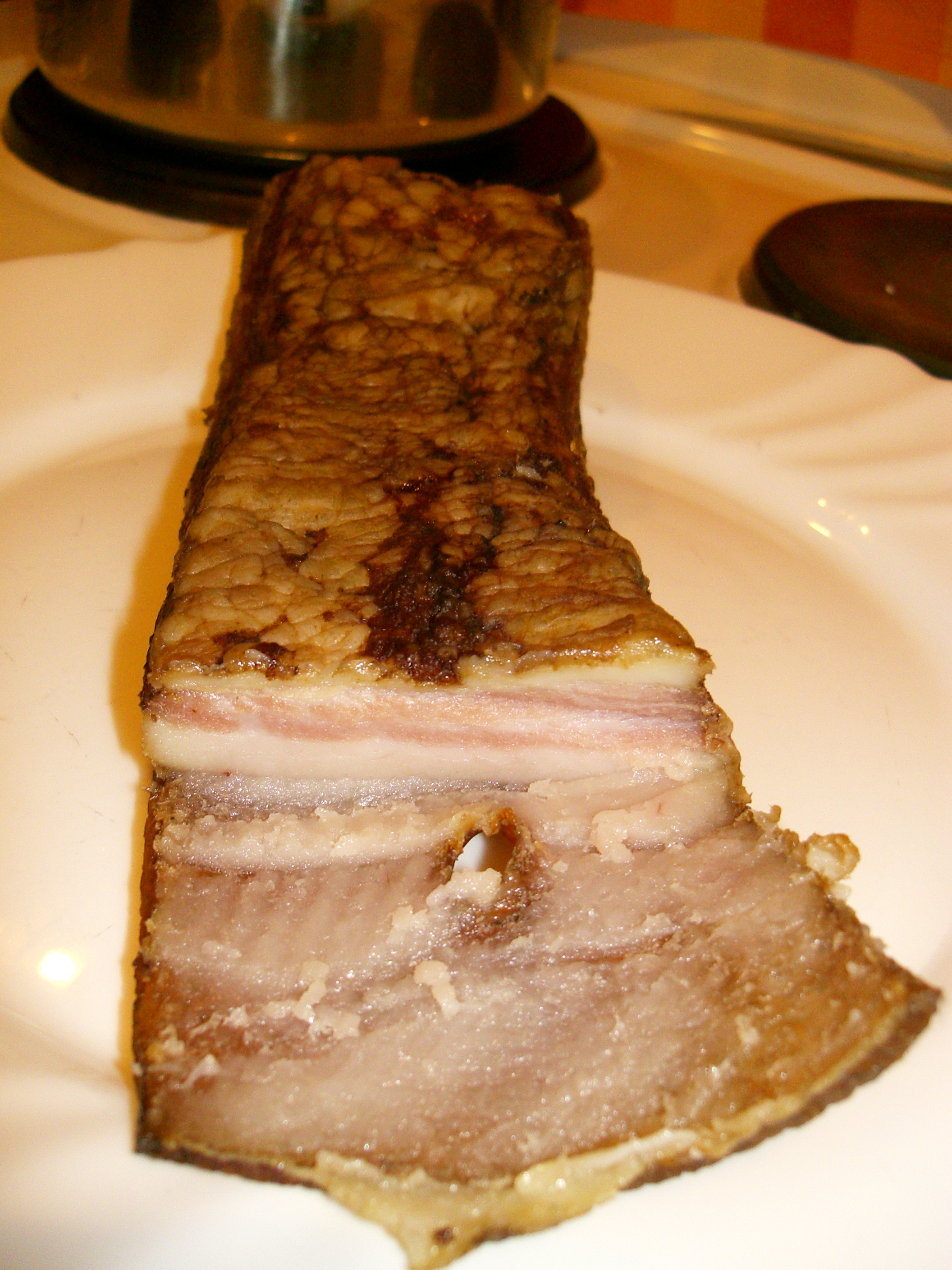
Копчёный шпик

Некоторые из наиболее распространенных копченых продуктов и напитков включают:
Напитки
- Листья чая лапсанг сушонг коптят и сушат на костре из сосны или кедра
- Солодовые напитки
  - Солод, используемый для приготовления виски
  - Раухбир (копчёное пиво)

Фрукты и овощи
- Стручковый перец: чипотле (копчёный, спелый халапеньо), паприка
- Чернослив (сушёные сливы) можно коптить во время сушки
- Wumei — это копчёные плоды сливы
- Iburi-gakko — копчёный маринованный дайкон из префектуры Акита, Япония

Мясо, рыба и сыр
- Говядина
  - Пастрома (маринованная, приправленная специями и копчёная говяжья грудинка)
- Свинина
  - Бекон
  - Ветчина
  - Bakkwa
- Индюшатина
- Колбаса
  - Салями
- Джерки
- Рыба
  - Угорь популярен в восточной/северной Европе[29]
  - Традиционная копчёная рыба Гримсби (треска и пикша)
  - Пикша и Arbroath smokie (пикша)
  - Бюклинг и копчёная рыба (сельдь)
  - Лосось
  - Скумбрия
  - Двустворчатые моллюски, в том числе устрицы и мидии.
- Яйца
- Икра рыб (коптят целые ястыки, а не отдельные икринки)
- Сыр
  - Адыгейский сыр
  - Гауда
  - Грюйер

Другие белки
- Орехи
- Тофу

Специи
- Паприка
- Соль